# Јуда Јерусалимски
Јуда Киријак, познат као Јуда Јерусалимски, је био праунук Јуде Тадеја, брата Исуса Христа, и последњи јеврејски епископ Јерусалима.

Био је на челу јеврејских хришћана након Баркохбиног устанка (132.-136.), до отприлике једанаесте године владавине цара Антонина Пија (око 148. године). Устанак је имао значајне последице за јеврејске хришћане. Вође јеврејских хришћана после разарања Јерусалима прогнани су у Пелу.
Након рата, јеврејски хришћани су потпуно маргинализовани, те епископи Јерусалима више нису били јудеохришћана, већ су се на ово место од тада бирали Грци. Још за време трајања Јудиног епископата, 135. године је Марко Јерусалимски постављен је за грчког епископа Елије Капитолина, од стране митрополита Палестинске Кесарије.